# Heptathela
Heptathela là một chi nhện trong họ Liphistiidae.

## Loài
Danh sách này không đầy đủ
- Heptathela abca Ono, 1999 — Việt Nam
- Heptathela amamiensis Haupt, 1983 — Ryukyu Islands
- Heptathela australis (Ono, 2002) — Vietnam
- Heptathela bristowei Gertsch, 1967 — China
- Heptathela ciliensis Yin, Tang & Xu, 2003 — China
- Heptathela cipingensis (Wang, 1989) — China
- Heptathela cucphuongensis Ono, 1999 — Vietnam
- Heptathela goulouensis Yin, 2001 — China
- Heptathela higoensis Haupt, 1983 — Japan
- Heptathela hunanensis Song & Haupt, 1984 — China
- Heptathela jianganensis Chen et al., 1988 — China
- Heptathela kanenoi Ono, 1996 — Ryukyu Is.
- Heptathela kikuyai Ono, 1998 — Japan
- Heptathela kimurai (Kishida, 1920) — Japan ("kimura-gumo")
  - Heptathela kimurai yanbaruensis Haupt, 1983 — Okinawa
- Heptathela luotianensis Yin et al., 2002 — China
- Heptathela mangshan Bao, Yin & Xu, 2003 — China
- Heptathela nishikawai Ono, 1998 — Japan
- Heptathela nui Schwendinger & Ono, 2011 — Vietnam[2]
- Heptathela shei Xu & Yin, 2001 — China
- Heptathela suoxiyuensis Yin, Tang & Xu, 2003 — China
- Heptathela tomokunii Ono, 1997 — Vietnam
- Heptathela wosanensis Wang & Jiao, 1995 — China
- Heptathela xianningensis Yin et al., 2002 — China
- Heptathela yaginumai Ono, 1998 — Japan
- Heptathela yakushimaensis Ono, 1998 — Japan
- Heptathela yunnanensis Song & Haupt, 1984 — China